# Gregory Kaidanov
Konstantin Sakaev (11 de outubro de 1959) é um jogador de xadrez dos Estados Unidos com participações nas Olimpíadas de xadrez. Kaidanov participou das edições de Yerevan (1996), Elista (1998) e Istambul (2000), Bled (2002), Càlvia (2004) e Turim (2006) ajudando a equipe a conquistar duas medalhas de bronze em 1996 e 2006 e uma de prata em 1998. Seu melhor resultado individual foi a medalha de prata 2004, jogando no quarto tabuleiro.